# Z: Steel Soldiers
Z: Steel Soldiers ist ein Computerspiel, das im Frühjahr 2001 erschien. Es unterschied sich von seinem Vorgänger Z durch 3D-Grafik und wesentliche Änderungen am Spielablauf.

## Spielablauf
Die Grundkonzeption von Steel Soldiers ist dieselbe: Es gibt Sektoren, die die Spieler besetzen müssen. Gebäude innerhalb eines Sektors produzieren für den jeweiligen Spieler. Steel Soldiers änderte jedoch den Spielablauf ab, indem Sektoren nicht mehr automatisch Einheiten produzierten. Stattdessen produzierten die Sektoren Geld, welches der Spieler in die Produktion von Einheiten investieren konnte. Darüber hinaus wurde es dem Spieler auch ermöglicht, Gebäude zu bauen. Hierfür ist ein spezieller Bauroboter nötig. Beschränkungen beim Bau war wieder einmal die Grenze der eigenen Sektoren. Auch sonst versuchte Steel Soldiers, das Spielprinzip umfassend zu erweitern. Zu den Bodeneinheiten kamen jetzt auch Marine- und Lufteinheiten hinzu, welche jedoch keine Flaggenpunkte einnehmen konnte.
Auf der Grundlage der Engine von Steel Soldiers entwickelten The Bitmap Brothers ihr bisher letztes PC-Spiel „World War II: Frontline Command“. Es handelte sich dabei um ein Echtzeit-Taktik-Spiel in der Art von Sudden Strike und wurde von der Fachpresse überwiegend positiv aufgenommen.

## Kritik
Steel Soldiers konnte den Erfolg des Originals nicht wiederholen. Das lag vor allem am Spielprinzip, welches nun um zu viele neue Ideen erweitert wurde. So mussten sich die Spieler auf zu viele Punkte gleichzeitig konzentrieren. Ebenso gingen auch einige spielerische Feinheiten verloren: Eine „Besatzung“ für Fahrzeuge existierte nicht mehr, also war es auch nicht mehr möglich, diese aus dem Fahrzeug heraus zu schießen. Ebenso wenig war es möglich, mit Infanteristen Gewässer zu durchqueren oder Felswände aus dem Weg zu sprengen, wodurch einige taktische Elemente verloren gingen. Zuletzt wich auch die von vielen Fans geliebte bunte Bitmapgrafik mit ihren unzähligen Details und Effekten einer eher unspektakulären 3D-Engine. Somit traf Steel Soldiers bei vielen Fans des Originals auf nur wenig Gegenliebe.